# Katarina Barun-Šušnjar
 Katarina Barun-Šušnjar (Zagreb, 1. prosinca 1983.) hrvatska je odbojkašica. Trenutačno nastupa za talijansku momčad AGIL Volley.

## Karijera
Igračku karijeru započela je u zagrebačkoj Mladosti 2002., s kojom je 2004. i 2005. osvojila naslov hrvatskih prvakinja. U ljeto 2005. potpisuje dvogodišnji ugovor s turskom momčadi Karşıyaka S.K. iz Izmira. U Turskoj je igrala jednu sezonu, nakon čega odlazi na posudbu u Volley Bergamo. S Bergamom je osvojila Ligu prvaka i nastupala u utakmicama talijanske Serie A. Sljedeće godine odlazi u Chieri iz Torina. 
U sezoni 2008./09. igra za rumunjsku momčad CSU Metal iz Galaţija, s kojom osvaja rumunjsko prvenstvo i kup. Unatoč dvostrukoj kruni, sljedeće godine odlazi u CSV 2004 Tomis Constanța. Nakon dvije godine u Rumunjskoj, odlazi u Italiju gdje nastupa za Novaru i Cortese. Tijekom sezone 2013./14. igrala je za azerbajdžanski Lokomotiv Baku, nakon čega se ponovo vraća u Italiju i s Navarom osvaja talijanski kup kao najbolja igračica završnice s 31 bodom. Iste sezone s Navarom je nastupala u četvrtzavršnici Challenge Cupa.
U jesen 2015. odlazi u Bergamo s kojim krajem sezone osvaja Talijanski kup, drugi put u karijeri. Time je postala jedina igračica koja je dvije godine zaredom osvajala talijanski kup s različitim momčadima. Sljedeće godine, treći put u karijeri, vraća se u Novaru. U ožujku 2017. drugi put osvaja Gazzettin trofej, nagradu koju dodjeljuju talijanski športski novinari.
Visoka je 194 centimetra. Igra na mjestu dijagonale. Nosi igračke nadimke "barunica" i "kraljica" (tal. reggina), koji su joj nadjenuli navijači Novare.

## Osobni život
Živi u talijanskoj Novari sa suprugom Martinom, također športašem.